# Giovanni Macchia
Giovanni Macchia (Trani, Pulla, 14 de novembre de 1912 — Roma, 30 de setembre de 2001) va ser un crític literari, assagista i escriptor italià.
Va estudiar a la universitat de Roma i a la Sorbona, i va ser professor de francès a en diverses ciutats italianes. Va dirigir l'Institut del Teatre a Roma i va participar en diverses revistes italianes (Lettere d'oggi, L'Immagine, Letteratura) i estrangeres. Les seves primeres crítiques versen sobre autors italians i francesos com Baudelaire.

## Obres
- Il cortegiano francese (1943)
- Studi (1947)
- Il paradiso della ragione (1960)
- La scuola dei sentimenti (1963)
- Vita, avventure e morte di Don Giovanni (1966)
- I fantasmi dell'opera (1971)
- La caduta della luna (1973), sobre Luigi Pirandello
- L'angelo della notte (1979), sobre Proust